# 生態系を活用した適応策
生態系を活用した適応策（せいたいけいをかつようしたてきおうさく、Ecosystem-based adaptation、省略名称：EbA）は、気候変動により生じると想定される被害に対し、生物多様性や生態系サービスを活かす形で支援を行う適応戦略を指す。このため、EbAは気候変動に適応するための幅広いアプローチを含んでいる。生物多様性条約では、EbAを「気候変動により不利益を受ける人々が適応するために必要な支援を包括的に行うための適応戦略の一部としての生物多様性と生態系サービスの利用」と定義している。EbAに関して、2014年の第1回国連環境総会や2018年の生物多様性条約第14回締約国会議で関連する決議や決定が採択された。生態系に基づく適応（EbA）という用語は、2008年に国連気候変動条約会議  において、国際自然保護連合（IUCN） のメンバーらによって用いられ、2009年国連生物多様性会議において正式に定義された。
EbAは、森林、草地、湿地、マングローブやサンゴ礁などが気候変動により生じると考えられる変化、例えば、雨の降り方の変化や最高・最低気温の変化、これまでにない豪雨、そして、気候状態を可変増大させるような変化により受けると考えられる有害な影響を減らすための、保全、持続可能な管理、そして生態系修復を含んでいる。EbA対策は、単独で、または工学的アプローチ(貯水池や堤防の建設など)、ハイブリッド対策(人工礁など)、および気候リスクに対処する個人や機関の能力を強化するアプローチと組み合わせて早期警告システムの導入として実装できる。
EbAは、自然に基づく解決策、補間、そして社会生態系の回復力を構築するための広くさまざまな他のアプローチと共通要素の共有など、より広い概念の中に巣づいている 。 これらのアプローチには、コミュニティベースの適応、生態系を活用した防災・減災(Ecosystem-based disaster risk reduction；Eco-DRR)、気候スマート農業、グリーンインフラストラクチャが含まれ、多くの場合、参加型および包括的プロセスとコミュニティ/ステークホルダーエンゲージメントの使用に重点が置かれている。EbAの概念は、国連気候変動枠組条約（UNFCCC）および生物多様性条約（CBD）のプロセスを含む国際フォーラムを通じて推進されている。多くの国が、パリ協定の下での気候変動への適応戦略と国家決定貢献（NDC）において、EbAに明示的に言及している。
公共および民間部門の利害関係者や意思決定者によるEbAの広範な普及に対する障壁は残っているが、EbAの可能性をより深く理解するための対策は、自然保護および持続可能な開発グループの研究者、擁護者、および実践者の間で確立されてきている。EbAは、多くの人々が生活や生活のために天然資源に依存している発展途上国の気候変動と貧困の関連する課題に対処する効果的な手段として取り入れられてきている。

## 概要
生態系に基づく適応（EbA）とは、気候変動に適応するための生物多様性や生態系サービスの活用などの様々なアプローチを含んでおり、これらは、気候変動の影響により生じると考えられる、沿岸への暴風雨や洪水による物理的ダメージ、浸食、淡水資源の塩類化、農業生産性の損失などの被害などに対する人間コミュニティの脆弱性を減らすための生態系の管理なども含まれる。EbAが各国の適応計画に組み込まれることが求められてきている。EbAは気候変動への適応だけではなく、社会経済開発 や 生物多様性の保全とも重なっている部分がある（図1参照）。

### 気候変動による危機への適応
健康な生態系は、気候変動への適応に貢献できる重要な生態系サービスを提供する。例えば、健康なマングローブ生態系は、波動エネルギーと高潮を吸収し、海面上昇に適応し、海岸線を侵食から安定させることにより、しばしば世界で最も脆弱な人々の一部に気候変動の影響から保護を提供する。EbAは、人間が生物多様性と生態系サービスから得る利点と、これらの利点を気候変動の影響に対するリスクの管理に使用する方法に焦点を当てている。気候変動への適応は、特に気候変動の最も深刻な影響のいくつかを既に経験しており、混乱に非常に敏感であり、適応能力が低い経済を有する発展途上国および多くの小島嶼開発途上国において緊急に取り組む必要がある。

### 生物多様性と生態系サービスの積極的活用
EbAは、自然を利用することにより、気候変動の危険(海面上昇、降雨パターンの変化、暴風雨など)に対する人々の脆弱性を減らすことを目的とする広範な生態系管理活動に関与できる。例えば、EbAには、高潮からコミュニティとインフラストラクチャを保護するための、サンゴ礁、マングローブ林、湿地などの生態系における沿岸生息地の回復が含まれます。例えば、干ばつや過度の降雨に対する作物の回復力を高めるためのアグロフォレストリー、連続した乾燥日と降雨パターンの変化に対処するための統合された水資源管理 など。また、斜面を安定させ、地滑りを防ぎ、鉄砲水を防ぐために水流を調節するための持続可能な森林管理介入など。表1および図2を参照。

### EbAの共益性
EbAを展開することにより、人と自然に対して多くの利点が同時に提供されると考えられている。これらに関する利点には、人間の健康の改善、社会経済的発展、食料安全保障と水の安全保障、災害リスクの削減、炭素隔離、生物多様性の保全が含まれる。例えば、森林や沿岸湿地などの生態系の回復は、非木材林産物の収集、流域機能の維持、地球温暖化を緩和するための炭素の隔離を通じて、食料安全保障と生計向上に貢献できる。マングローブの生態系の回復は、漁業を支援することで食料と生活の安全を高め、ハリケーンと嵐の際の波の高さと強度を減らすことで災害リスクを低下させる役割をする。

## EbAの実装と例

### EbA対策の結果の例
特定の生態系は、さまざまな特定の気候変動適応の利点（またはサービス）を提供できる。最も適切なEbA対策は、地域の状況、生態系の健全性、および対処する必要がある主要な気候変動のハザードに依存する。次の表は、これらの要因の概要、一般的なEbA測定値、および意図された結果を示している。
| 気候変動の危険                                                | 人への潜在的な影響 | 生態系タイプ別のEbA対策 | 期待される成果 |
| ------------------------------------------------------------- | --- | --- | --- |
| 不規則な降雨 洪水 季節の移り変わり 温度上昇 干ばつ 極端な高温 | 人とインフラの洪水リスクが高い 農業（および家畜）生産の減少 食糧不安 経済的損失および/または不安 人間の健康と幸福に対する脅威 熱中症のリスクが高い 水不足                                                    | 山と森： - 持続可能な山の湿地管理 - 森林と牧草地の回復 内陸水域： - 湿地と泥炭地の保全 - 流域修復 - 越境水ガバナンスと生態系回復 農業と乾燥地： - 生態系の回復とアグロフォレストリー - 季節の変化に適応するための木を使用する - 適応種の間作 - 持続可能な家畜管理と牧草地の回復 - 持続可能な乾燥地管理 都市部： - 都市の緑化回廊 - 緑地を利用した雨水管理 - 都市部の河川再生 - 建物の緑のファサード | 改善された水規制。 侵食防止 貯水容量の改善 洪水リスクの軽減 水供給の改善 貯水容量の改善 より高い温度への適応。熱波緩衝 |
| 高潮 台風 海面上昇 塩水化 海岸侵食                            | 人とインフラの洪水リスクが高い 人々とインフラストラクチャに対するより高い嵐とサイクロンのリスク 農業（および家畜）生産の減少 食糧不安 経済的損失および/または不安;人間の健康と幸福に対する脅威。飲料水の不足 | 海洋および沿岸： - マングローブの復元と沿岸保護 - 沿岸再編 - 持続可能な漁業とマングローブのリハビリテーション - 沿岸のサンゴ礁の修復 | 嵐とサイクロンの減少 洪水リスクの軽減 水質の改善, 高温への適応                                                         |

### EbAを実装するための原則と標準
EbAの概念と実践のが進展するにしたがって、最適な実施を導くために、さまざまな原則と標準化が進められてきた。CBDによって採用されたガイドラインは、これらの取り組みに基づいており、計画と実装の指針となる一連の原則を含んでいる 。原則は、大きく4つのテーマに分類される。
1. EbAの介入による回復力の構築と適応能力の強化
2. 計画と実施における包括性と公平性の確保
3. EbA介入の設計における複数の空間的および時間的スケールの考慮
4. 適応管理を組み込み、制限とトレードオフを特定し、先住民と地域コミュニティの知識を統合することにより、EbAの有効性と効率を改善する

これらの原則は、人々、生態系および生物多様性に対するEbAの意図しない結果を回避するための社会的および環境的手段であるセーフガードによって補完される。
また、人々が気候変動への適応を支援し、生物多様性と生態系サービスを積極的に活用し、全体的な適応戦略の一部となる要素を含む、介入がEbAとみなされるものを理解するのに役立つ基準も開発された。

## EbAの採用拡大のために取り組むべき課題
生態系ベースの適応への関心が成長していると事例研究のメタアナリシスは、EbAの介入の有効性と費用対効果を実証しているが対処やアプローチの採用を増やすために考慮すべき認識課題があり、以下のものが含まれる。
気候変動下での生態系サービスの潜在的な制限
EbAが直面している課題の1つは、限界しきい値(それを超えるとEbAが適応のメリットを提供できない可能性がある範囲)の特定と変化する気候の下の生態系サービスを提供できる範囲の特定である。
効果的なEbAのエビデンスベースの監視、評価、および確立の難しさ
生態系を活用した適応策における問題点としては、さまざまな方法論が評価に使用されることにより、EbAの成功と失敗の一貫した比較可能な定量的評価ができず、このため、EbAの事例に関して、社会経済的な観点から主張することが困難になっている。 EbAの研究は、土着の知識や伝統的な知識を十分に考慮することなく、西洋の科学的知識に大きく依存している。さらに、EbAの影響を観察するためには、潜在的に長いタイムスケールが必要なため、監視と評価の計画を施行が難しい場合がある。
ガバナンスと制度上の制約
EbAは多部門の政策問題であるため、管理と計画の課題は計りしれない。 これは、EbAが生態系を管理するセクターと生態系サービスから恩恵を受けるセクターの両方を含むという事実に一部起因する。
経済的および財政的制約
経済適応、貧困、気候適応オプションを実施するための金融資本へのアクセスなどの広範なマクロ経済的考慮事項は、EbAのより大きな取り込みを妨げる制約の要因となっている。これまでのところ、EbAプロジェクトに対する公的ならびに多国間資金は、ドイツ連邦環境省、自然保護および原子力安全省、地球環境施設、グリーン気候基金、欧州連合、国際局の国際気候イニシアティブを通じて利用可能できる。
社会的および文化的障壁
EbAを制約する明確な要因は、特定の景観がどのように見えるべきかという文化的嗜好や、特定の種類の管理に対するリスクと文化的嗜好の認識をEbAにより変化させることがあるところにある。 利害関係者hが特定の種類のEbA戦略について否定的な認識を持っている可能性もある。

## 政策の枠組
いくつかの国際政策フォーラムは、気候変動、自然災害、持続可能な開発、生物多様性の保全に関連するものなど、生態系がサービスの提供と地球規模の課題への対処において果たす複数の役割を認めている。

### 気候変動に関する政策
パリ協定は、人間社会が気候変動に対処するために必要な自然の役割を「海洋を含む、総ての生態系を保証することの重要性、ならびに、母なる地球における多様な文化として認識されている生物多様性の保護」としてを明確に示し、すべての締約国に承認を求めた。また、この他に、生態系、天然資源、森林に関するいくつか言及されている。
この概念は、パリ協定の署名者によって国連気候変動枠組条約（UNFCCC）に提出された国家決定貢献（NDCs）の比較分析によって明らかにされたように、高レベルの国家的意図に翻訳された。 UNFCCCは、後発開発途上国（LDCs）および他の発展途上国での適応計画を促進する方法として、国家適応計画（NAP）プロセスも確立した。気候変動のリスクは、開発のレベルが低いと、LDCsの開発課題を拡大させる。

### 災害リスク軽減方針
EbAの一部として適用される対策と介入は、多くの場合、生態系を活用した適応策の災害リスク削減 （Eco-DRR）の下で採用されるものと密接に関連するか、類似しています。仙台防災枠組は、災害リスクガバナンスを強化し、グローバルおよび地域レベルで災害リスクとリスク低減を管理するために、「生態系ベースのアプローチの実施のための政策と計画を可能にするために国境を越えた協力を促進することが重要である」と認識している河川流域内や海岸線沿いなどの共有リソースに関して、回復力を構築し、伝染病や避難のリスクを含む災害リスクを軽減する。

### 持続可能な開発政策
持続可能な開発目標(SDGs)は、2015年に国連総会で設定された17のグローバル目標である。生物多様性と生態系は、SDGsと関連するターゲットで顕著である。それらは人間の幸福と開発の優先事項に直接貢献します。生物多様性は、多くの経済活動、特に作物と家畜の農業、林業、漁業に関連するものの中心にある。世界的には、人口のほぼ半数が生計を自然資源に直接依存しており、最も脆弱な人々の多くは、日々の自給自足のニーズを満たすために生物多様性に直接依存している。 生態系を活用した適応策は、気候適応に関連する目標(SDG 13)、貧困と飢饉の解消(SDG 1および2)、生計と経済成長(SDG 8)および生活の確保を含み、とりわけ陸地と水中での生活(SDG 14および15)、多数のSDGの実施に貢献する可能性がある。

### 生物多様性保全政策
生物多様性に関する戦略計画2011-2020と愛知生物多様性目標は、生物多様性条約 （CBD）の下で、生態系が回復力を持ち、不可欠なサービスを提供し続けることを保証するために、生物多様性の損失を止めることを目指しています。ごく最近、締約国会議は、適応と災害リスク軽減に対する生態系を活用した適応策のアプローチの設計と効果的な実施のための自主的なガイドラインを採用した。 EbAおよび同様のアプローチは、国連砂漠化防止条約（UNCCD）およびラムサール条約を含む他の政策枠組みで求められている。

## EbA知識交換プラットフォーム
この選択は完全ではないが、以下は、EbAの実装の課題に取り組み、克服するために知識と経験を交換しているEbAネットワーク、ワーキンググループ、およびプラットフォームのアルファベット順のリストである。
- 適応コミュニティ
- 沿岸EbA
- EbAコミュニティ
- EbAの友達
- 国際EbA実践コミュニティ
- パノラマソリューション– EbAポータル
- 適応する